# José María Yazpik
José María Meza Yazpik (Città del Messico, 13 novembre 1970) è un attore messicano.

## Biografia
Ha vissuto in Messico fino all'età di 12 anni, per poi trasferirsi a San Diego, in California. Finite le scuole superiori, torna in Messico, dove comincia gli studi di legge. Nel 1995 inizia a lavorare come attore, soprattutto in film spagnoli, ma è apparso anche in film americani come Beverly Hills Chihuahua, in cui interpreta Vazquez.

## Filmografia parziale

### Cinema
- Nicotina, regia di Hugo Rodríguez (2003)
- I figli della guerra (Voces Inocentes), regia di Luis Mandoki (2004)
- Borderland - Linea di confine (Borderland), regia di Zev Berman (2007)
- The Burning Plain - Il confine della solitudine (The Burning Plain), regia di Guillermo Arriaga (2008)
- Beverly Hills Chihuahua, regia di Raja Gosnell (2008)
- Gli amanti passeggeri (Los amantes pasajeros), regia di Pedro Almodóvar (2013)
- The Jesuit, regia di Alfonso Pineda Ulloa (2022)
- Apocalisse Z: l'inizio della fine (Apocalipsis Z: El principio del fin), regia di Carles Torrens (2024)

### Televisione
- Fidel - La storia di un mito (Fidel), film TV , regia di David Attwood (2002)
- Narcos, serie TV (2015-2017)
- Narcos: Messico, serie TV (2018-2020)

## Doppiatori italiani
- Andrea Ward in I figli della guerra
- Edoardo Stoppacciaro in The Burning Plain - Il confine della solitudine
- Fabio Boccanera in Beverly Hills Chihuahua
- Alberto Angrisano in Gli amanti passeggeri
- Christian Iansante in Narcos: Messico
- Diego Suarez in Madame Web
- Christian Iansante in Apocalisse Z: l'inizio della fine